# Zilveren Bal 1954
De Zilveren Bal 1954/55 was de 53e editie van dit traditionele officieuze openingstoernooi van het voetbalseizoen. Het was tevens voor het laatst dat het toernooi om de Zilveren Bal deze status had. De invoering van het profvoetbal maakte een einde aan dergelijke genoeglijkheidstoernooien. Nu de clubs hun spelers moesten betalen kon het niet meer uit om aan toernooien mee te doen waar slechts reis- en verblijfskosten werden vergoed. Het Venlose VVV was zwaar getroffen door de oprichting van de NBVB en had vele spelers verloren aan de nieuwe profclub uit Venlo, Sportclub Venlo '54. Desalniettemin werden de Limburgers de laatste winnaars van de historische Zilveren Bal. In een finale tegen een met een piepjonge Coen Moulijn uitkomend voor Xerxes bleef VVV met 3-1 aan de goede kant van de score.

## Uitslagen
1901/02 ·
1902/03 ·
1903/04 ·
1904/05 ·
1905/06 ·
1906/07 ·
1907/08 ·
1908/09 ·
1909/10 ·
1910/11 ·
1911/12 ·
1912/13 ·
1913/14 ·
1914/15 ·
1915/16 ·
1916/17 ·
1917/18 ·
1918/19 ·
1919/20 ·
1920/21 ·
1921/22 ·
1922/23 ·
1923/24 ·
1924/25 ·
1925/26 ·
1926/27 ·
1927/28 ·
1928/29 ·
1929/30 ·
1930/31 ·
1931/32 ·
1932/33 ·
1933/34 ·
1934/35 ·
1935/36 ·
1936/37 ·
1937/38 ·
1938/39 ·
1939/40 ·
1940/41 ·
1941/42 ·
1942/43 ·
1943/44 ·
1944/45 ·
1945/46 ·
1946/47 ·
1947/48 ·
1948/49 ·
1949/50 ·
1950/51 ·
1951/52 ·
1952/53 ·
1953/54 ·
1954/55